# Trimerizace alkynů
Trimerizace alkynů je [2+2+2] cykloadiční reakce, při níž ze tří ekvivalentů alkynu vzniká jeden ekvivalent sloučeniny s benzenovým jádrem, za katalýzy kovem. Využití mají tyto reakce v organické syntéze.
Je známa řada takových reakcí, přičemž lze při nich využít také směsí alkynů s alkeny nebo s nitrily.

## Mechanismus a stereochemie
Trimerizace acetylenu na benzen je silně exergonní, změna energie za pokojové teploty činí téměř 600 kJ/mol; snadnému průběhu ale brání kinetické překážky.
V roce 1948 oznámili Walter Reppe a W. J. Schweckendiek, že trimerizace alkynů mohou být účinně katalyzovány sloučeninami niklu:
{\displaystyle {\ce {3 RC#CH -> C6R3H3}}}
Později bylo popsáno mnoho dalších cyklotrimerizací.

### Mechanismus
Reakce začíná tvorbou komplexu alkynu a kovu. Navázáním dvou molekul alkynu do koordinační sféry vznikne metalacyklopentadien. Následně může vznikat řada různých meziproduktů, například metalacykloheptatrieny, metalanorbornadieny, a také složitější struktury obsahující karbenoidové ligandy.

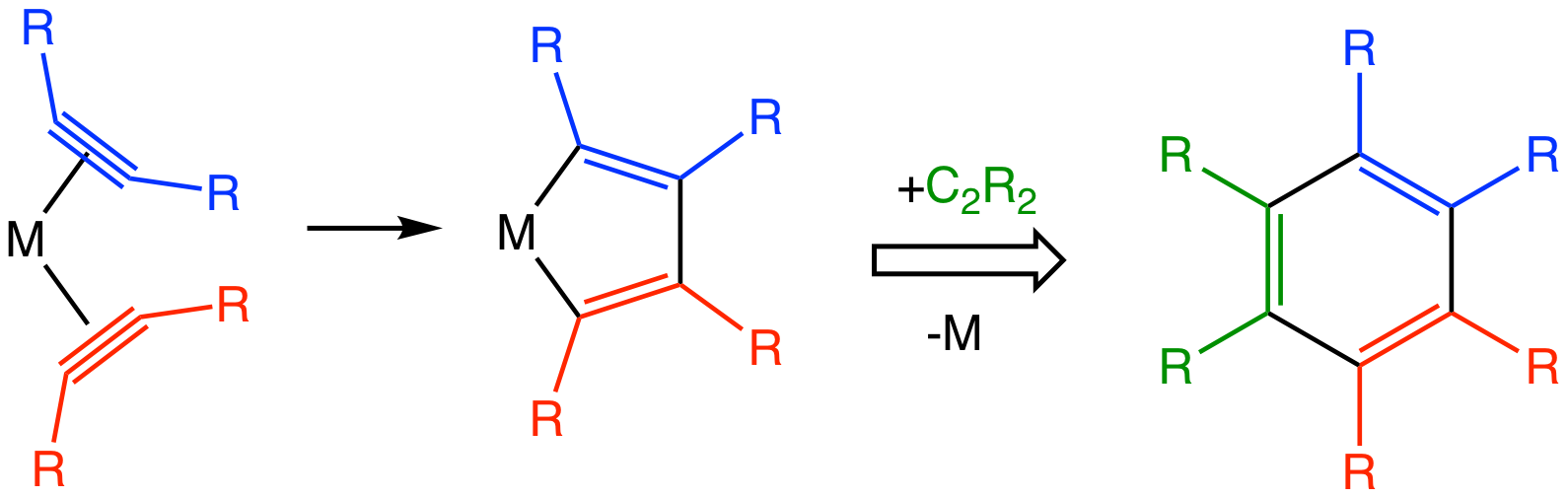
Zjednodušený mechanismus trimerizace alkynu katalyzované kovem

### Stereochemie a regiochemie
Trimerizacemi nesymetrických alkynů se vytváří dvojice navzájem izomerních produktů, například z fenylacetylenu vzniká 1,3,5- i 1,2,4-C6R3H3. Stereochemii produktu ovlivňují dva faktory: tvorba metalocyklopentadienového meziproduktu a třetí ekvivalent alkynu. Regioselektiuvitu určují sterické efekty reaktantů a katalyzátoru.

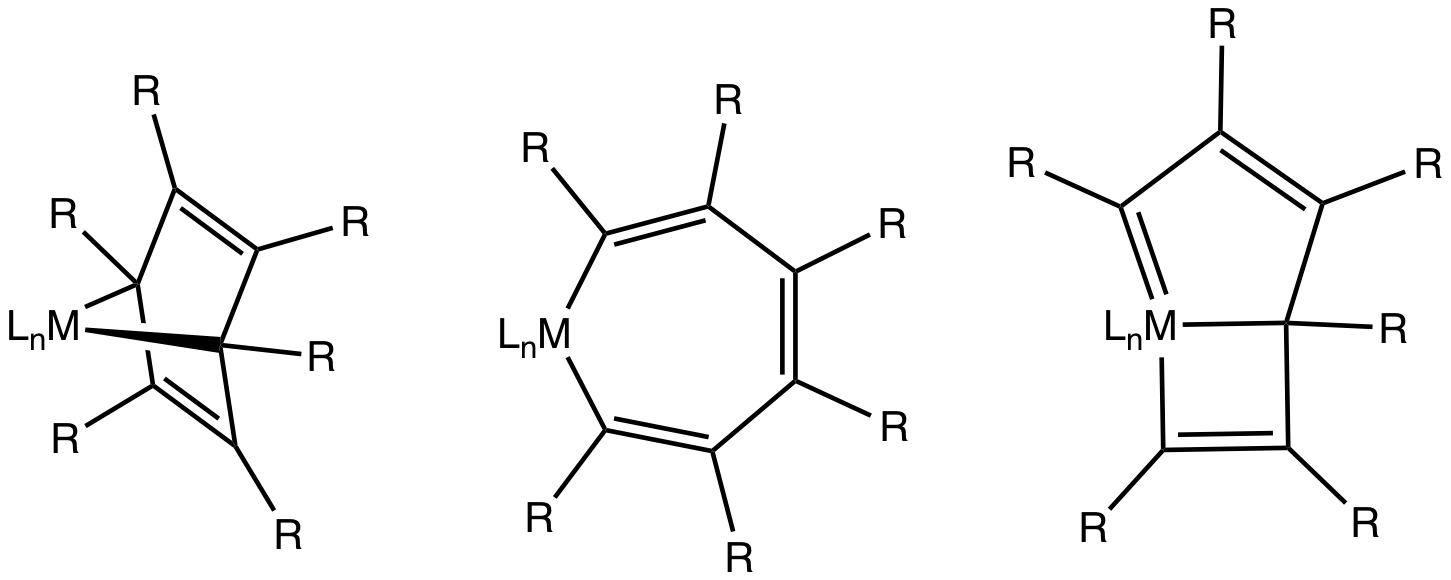
Tři navržené meziprodukty trimerizace alkynů

Chirální katalyzátory mpohou ve spojení s aryny vést k neracemickým atropizomerům.

### Rozsah a omezení
Katalyzátory cyklotrimerizací jsou selektivní vůči trojným vazbám, což umožňuje použití širokého rozsahu substrátů. Mezimolekulární trimerizace nesymetrických alkynů nebyly dosud provedeny.
Průmyslově nejvýznamnějšími cyklotrimerizacemi jsou reakce alkynů s nitrily, kterými se vyrábí některé substituované pyridiny.
Některé katalyzátory jsou deaktivovávány tvorbou stabilních 18elektronových η4-komplexů. U deaktivovaných katalyzátorů byly pozorovány komplexy cyklobutadienu, cyklohexadienů a arenů.
Kromě polymerů, dimerů a trimerů, vznikajících s nízkými regio- a chemoselektivitami, byly pozorovány také enynové vedlejší produkty vznikající dimerizacemi alkynů. K vytváření enynů bývají obzvlášť náchylné reakce katalyzované rhodiem.
U niklových katalyzátorů se často vytváří větší kruhy (především cyklooktatetraeny).

## Využití
Samotné trimerizace alkynů nemají praktické využití, ale ovlivnily řadu dalších procesů. Kotrimerizatce alkynů s nitrily za přítomnosti organických komplexů kobaltu se používaj na výrobu substituovaných pyridinů.
Cyklizacemi využívjícími substráty, které mají všechny nebo některé alkynové skupiny „připoutané“ k sobě, lze získávat molekuly obsahující polycykly. Přidání 1,5-diynu k alkynu vyvolá tvorbu benzocyklobutenu, který lze zapojit do dalších reakcí.
Při připoutání všech tří alkynových jednotek je možné v jednom kroku vytvořit tři kruhy.
Cyklizacemi triynů mohou vznikat sloučeniny vykazující helikální chiralitu; příkladem může být reakce, kdy se v jednom kroku vytváří tři aromatické kruhy reakcí triynu za přítomnosti dikarbonylu cyklopentadienylkobaltu.
Pomocí komerčně dostupného dikarbonylu cyklopentadienylkobaltu, CpCo(CO)2, jako katalyzátoru lze provést reakci bis(trimethylsilyl)acetylenu s 1,2-diynovaným benzenem za vzniku antrachinonu:
Benzyn, vytvořený in situ z benzenu s navázanou triflátovou a trimethylsilylovou skupinou, které jsou vzájemně v poloze ortho, lze použít místo acetylenu a zreagovat jej s vhodným diynem. S okta-1,7-diynem se vznikne naftalenový systém (1,2,3,4-tetrahydroanthracen), přičemž jde o příklad hexadehydro Dielsovy–Alderovy reakce.
Trimerizací but-2-ynu vzniká hexamethylbenzen; reakci může katalyzovat tri-tetrahydrofuranát trifenylchromu nebo komplex triisobutylhliníku s chloridem titaničitým.

## Srovnání s ostatními postupy
Cyklotrimerizace jsou alternativami funkcionalizací předem vytvořených aromatických sloučenin prostřednictvím elektrofilních nebo nukleofilních substitucí, jejichž regioselektivitu může být obtížné ovládat.
Dalšími způsoby přímé tvorby aromatických sloučenin ze substituovaných nenasycených prekurzorů jsou Dötzova reakce, palladiem katalyzovaná [4+2] benzanelace enynů alkyny, a [4+2] cykloadiční reakce enynů s alkyny řízené Lewisovými kyselinami a cyklizace benzynů alkyny, katalyzované palladiem.